# Siluri con il sonar

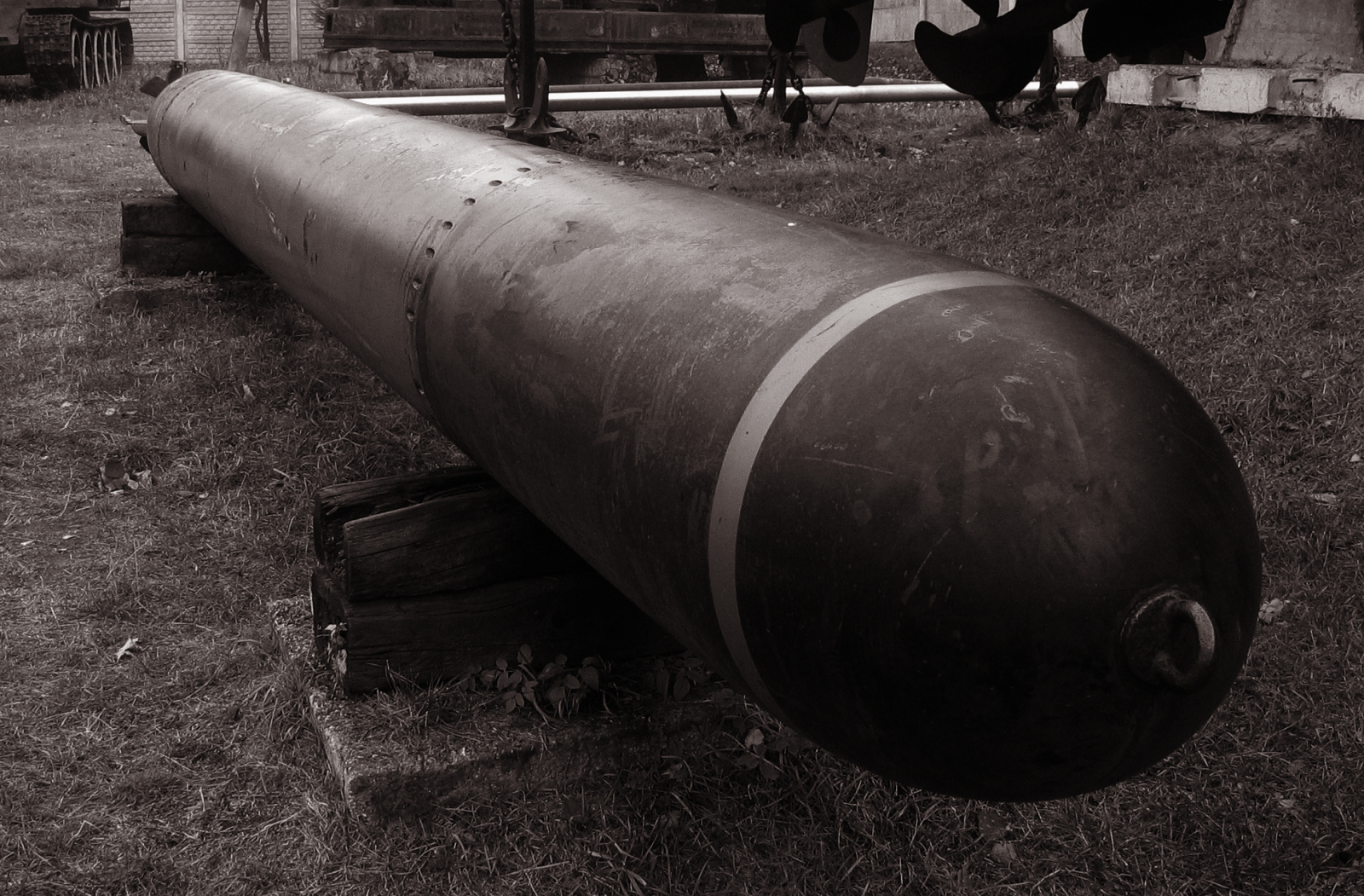
Siluro risalente alla seconda guerra mondiale, costruito prima dei siluri con il sonar

I siluri dotati di sonar sono stati progettati in base a precise necessità operative relative all'ampiezza del raggio d’azione dei vettori.

## Tipologie dei sonar
I sonar impiegati sui siluri sono di due tipi: per vettori che operano a corto raggio  e per vettori che operano a lungo raggio
Per entrambe le tipologie la parte più importante del sonar è costituita dalla testa acustica disposta a prua del vettore.

### Vettori a corto raggio
I sonar per vettori a corto raggio  sono studiati per siluri che vengono lanciati nelle zone d’azione da mezzi navali di superficie o aerei.

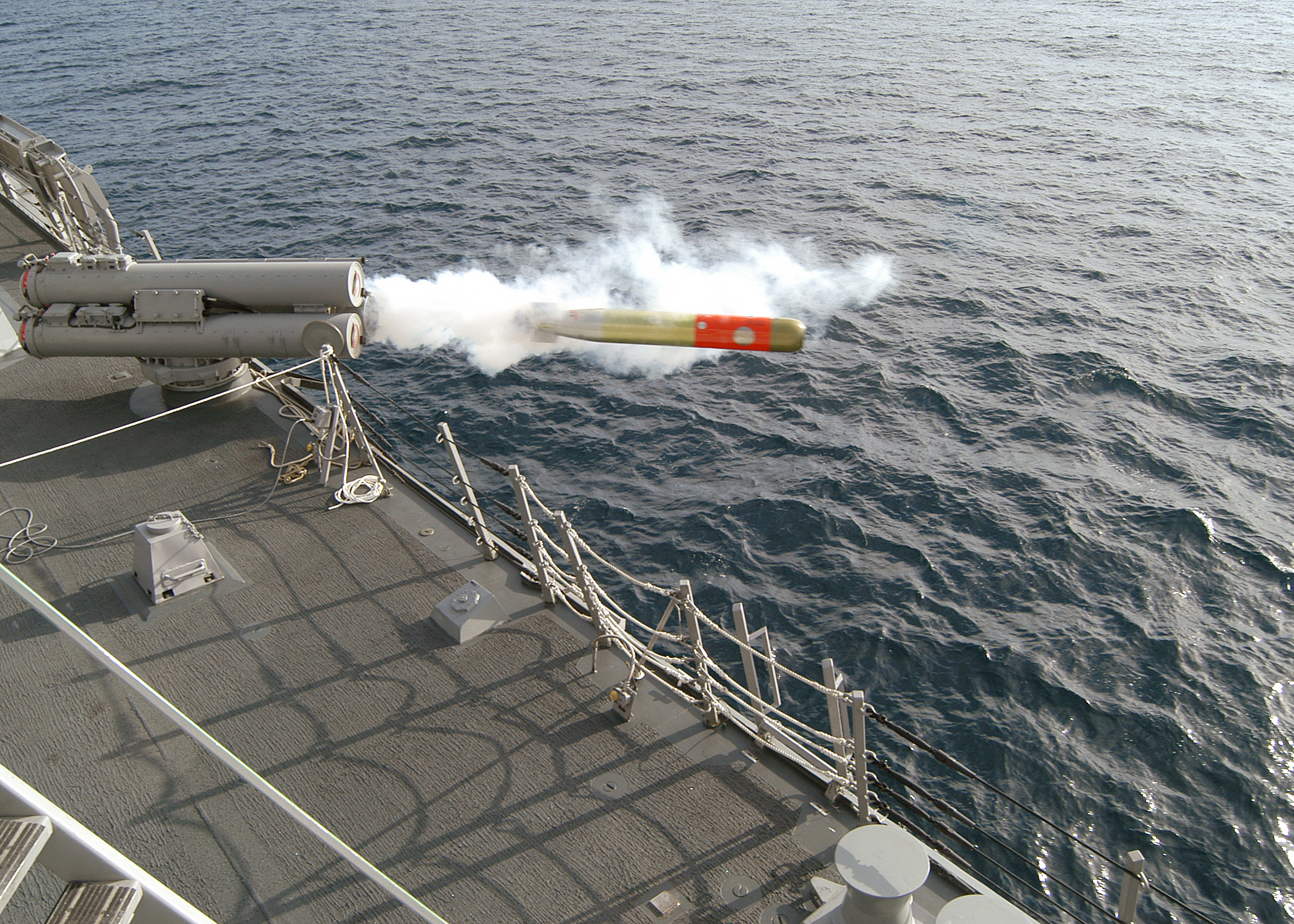
Lancio di siluro leggero equipaggiato con componente sonar

Eseguono la ricerca del bersaglio con un sistema a fasci preformati  indirizzati per diversi angoli solidi, limitati in numero, nello spazio subacqueo selezionato.

### Vettori a lungo raggio

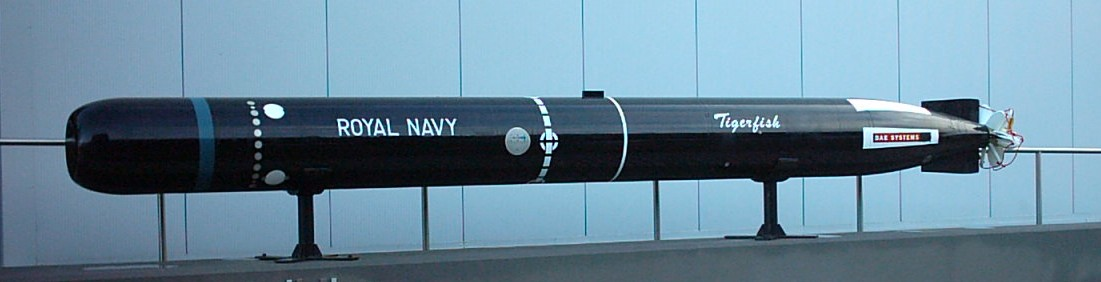
Siluro pesante con sonar contenuto nella testa ogivale

I sonar per i vettori a lungo, raggio studiati per siluri di grandi stazze, sono notevolmente complessi.
I vettori a lungo raggio vengono lanciati prevalentemente da sottomarini, per raggiungere, tramite filoguida, la zona dove è stata rilevata, dal sonar del battello, la presenza di un bersaglio. Raggiunta la zona d'operazione, la filoguida si sgancia, ed entra in funzione il sonar d'attacco che, tramite le sue componenti di scoperta passive e attive, localizza con precisione il bersaglio e trasferisce i dati di posizione al sistema autonomo di guida che porta il vettore in collisione.

## Sonar per siluro leggero

### Diametro del vettore

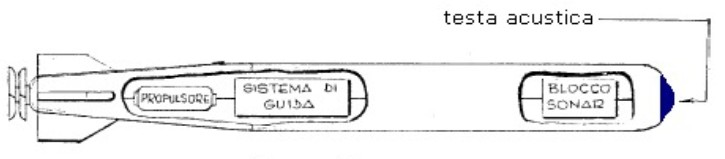
chema di un siluro leggero con componente soar

Un siluro leggero, ad esempio A244/S,  con il sonar, in linea di massima, può essere schematizzato così come mostrato in figura, a prua è evidenziata la testa acustica.
Il diametro del vettore, che condiziona tutte le successive considerazioni, può essere ad esempio di circa {\displaystyle 30\ cm} e la testa acustica, di conseguenza, non può superare i {\displaystyle 20\ -\ 25\ cm} di diametro.
Le dimensioni della testa acustica subordinano la frequenza di lavoro del sonar che, dovendo assicurare buone precisioni di rilevamento, deve necessariamente essere relativamente elevata.
L'attenuazione dei segnali acustici dovuti all'assorbimento del mezzo, sensibile a frequenze elevate, non pregiudica la portata d'azione dei vettori che è intrinsecamente limitata a {\displaystyle 1\ -\ 2\ km.}

### Tecnologia testa acustica
La tecnologia della testa acustica per un vettore tipo leggero consiste, ad esempio, in una sezione cilindrica raccordata sulla quale sono bloccati numerosi sensori acustici elementari.

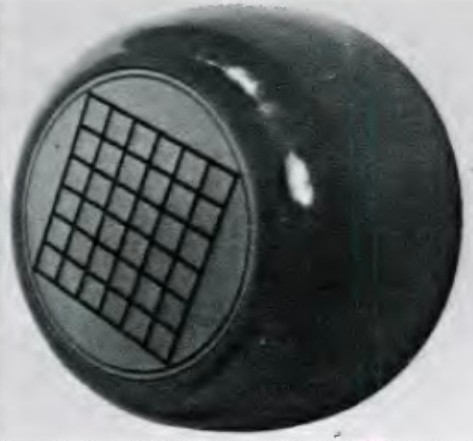
Base acustica per vettore leggero

Nel piano del cilindro sono disposti {\displaystyle 36} sensori idrofonici opportunamente collegati tra loro per via elettrica, così da realizzare una base idrofonica quadrata.
Se assumiamo, ad esempio, come diametro dell'insieme un valore {\displaystyle D=25\ cm} ciascun centro di sensore idrofonico sarà diviso da quello adiacente di un intervallo {\displaystyle k\approx 2.8\ cm.}
L'insieme dei sensori è protetto dal contatto diretto con l'acqua tramite un'apposita copertura entro la quale i singoli elementi sono completamente immersi in liquidi speciali o resine trasparenti al suono.

### Caratteristiche acustiche
Con i dati già esposti valutiamo, di massima, quale frequenza
ottimale si adatta alla testa acustica.
Dato che la distanza {\displaystyle d} che deve separare i trasduttori adiacenti di una base acustica deve essere:
{\displaystyle d=\lambda /2} con {\displaystyle \lambda =c/f} 
Se accettiamo {\displaystyle d=\lambda /2}, essendo {\displaystyle d=k=2.8\ cm=0.028\ m} si può scrivere:
{\displaystyle f=c/2\ k=1530/2\cdot 0.028=27321\ Hz}
Il valore di {\displaystyle f} calcolato è una conseguenza delle dimensioni della base acustica, nella progettazione corrente però il processo di calcolo è inverso; si stabilisce il valore di {\displaystyle f} secondo le prestazioni richieste dalla testa acustica, quindi si dimensiona la struttura dei sensori in modo da verificare l'espressione: {\displaystyle d=\lambda /2}.
Procedendo nell'esame si calcola la caratteristica di direttività della testa acustica sul piano passante per un diametro tenendo presente che, essendo la base circolare, le direttività per gli infiniti piani passanti per gli infiniti diametri sono uguali tra loro.

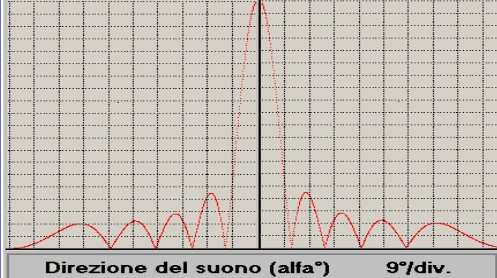
Caratteristica di direttività nel piano della testa acustica del vettore leggero in coordinate cartesiane

Il calcolo della curva di direttività,{\displaystyle R(\alpha )} della base, su uno degli infiniti piani è sviluppato per:
{\displaystyle n=6} numero dei sensori
{\displaystyle \lambda =c/f=1530/27321=0.056} lunghezza d'onda
{\displaystyle D=0.25\ m} diametro della base
{\displaystyle \alpha } = direzione rispetto all'asse della base
Una visione più perspicua del diagramma di direttività è data dalla sua rappresentazione in coordinate polari:
Questo diagramma infatti, se espresso in scala logaritmica (dB), ruotando secondo il suo asse di massima ampiezza, mostra la caratteristica di direttività della testa acustica sviluppata nel volume dello spazio subacqueo.
Il lobo di direttività è orientato sulla perpendicolare della testa acustica (direttività naturale); per consentire l'esplorazione dello spazio subacqueo su orientamenti diversi si agisce sui sensori elementari che costituiscono la base introducendo, ad arte, appositi ritardi o sfasamenti per ottenere un insieme di fasci preformati per la copertura dello spazio subacqueo desiderato.

### Perdite per assorbimento
Il valore della frequenza di lavoro di un vettore, simile a quello preso a modello, condiziona la portata di scoperta a causa dell'assorbimento dell'energia acustica emessa e/o ricevuta dalla testa acustica.
L'attenuazione per assorbimento {\displaystyle \alpha \ in\ dB/km} segue la legge di W H Thorp: in funzione della frequenza {\displaystyle f\ in\ kHz}
Essendo la frequenza di lavoro {\displaystyle f=27321\ Hz} ovvero {\displaystyle f=27.3\ kHz} si ha:
{\displaystyle \alpha =6.4\ dB/km.}
Se la portata di scoperta voluta è di {\displaystyle 2000\ m} si avranno:
in passivo: {\displaystyle 12.8\ dB} di attenuazione per assorbimento
in attivo: {\displaystyle 25.6\ dB} di attenuazione per assorbimento
Per una valutazione globale del livello dei segnali queste attenuazioni devono essere sommate a quelle per divergenza sferica che su {\displaystyle 2000\ m} sono:
in passivo: {\displaystyle 20\ Log\ 2000=66\ dB}
in attivo: {\displaystyle 40\ Log\ 2000=132\ dB}

### Guadagno testa acustica
Il guadagno della testa acustica, riferito alla direttività naturale nello spazio subacqueo, è valutabile con l'algoritmo empirico
{\displaystyle G=\ 10\ Log\ [(4\cdot \pi \cdot A)/(\lambda ^{2})]}
Applicando l'algoritmo con i dati esposti in precedenza:
{\displaystyle c=1530\ m/s} velocità del suono in mare
{\displaystyle f=27300\ Hz} frequenza di lavoro del sonar
{\displaystyle \lambda =c/f}
{\displaystyle D=0.25\ m} diametro della testa acustica
{\displaystyle A=2\cdot \pi \cdot (D/2)^{2}} superficie base acustica
abbiamo: {\displaystyle G=22.9\ dB}

## Sonar per siluro pesante
La strategia implementata nei siluri pesanti, ad esempio (Black Shark), filoguidati prevede il controllo, via cavo, del loro percorso per un lungo tratto di mare, circa {\displaystyle 20000\ m}, per l'indirizzamento del vettore sul bersaglio in un intorno di raggio non inferiore a {\displaystyle 1500\ m}; raggiunto il limite di distanza prevista il siluro si sgancia dalla filoguida ed inizia in modo autonomo, con il proprio sonar, la localizzazione precisa del bersaglio con la componente passiva e/o quella attiva in base alla programmazione impostata.
Date le modalità d'impiego il vettore è progettato per minimizzare il rumore emesso durante la corsa al fine di non penalizzare la funzione passiva del sonar.
Dato che i bersagli possono essere indifferentemente navi di superficie che sottomarini la localizzazione prevede la determinazione precisa, sia della direzione del bersaglio nel piano orizzontale, che dell'angolo tra l'orizzonte e la congiungente siluro-bersaglio nel piano verticale.
Questa duplice misura è possibile grazie alla struttura ogivale della testa del siluro che con una base idrofonica a croce consente la realizzazione di due sistemi di fasci preformati ortogonali tra loro.

### Struttura del sonar

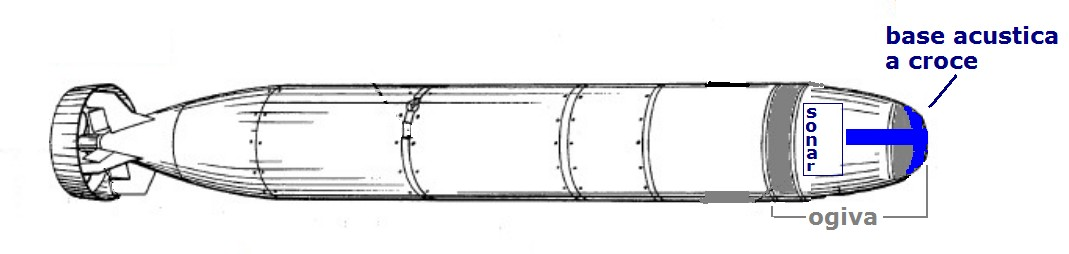
Siluette del siluro pesante: l'ogiva alloggia sia la base acustica a croce che tutta l'elettronica del sonar

La siluette indicativa di un siluro pesante tipico mostra la disposizione della base acustica a croce e del sonar operativo contenuti nell'ogiva.
La struttura dell'ogiva che ha consentito la realizzazione dei siluri pesanti in Italia è stata progettata dalla Soc. USEA e sperimentata nel 1967; prese il nome di AG67.
La sperimentazione dei prototipi AG67 fu condotta con un'ogiva acustica montata, con apposito fondello-supporto, sulla parte superiore di un sottomarino operativo; con apposito cavo i segnali di emissione e ricezione venivano convogliati in apposito locale del battello per i rilievi del caso.
I prototipi dell'ogiva AG67 erano comprensivi di basi acustiche a croce, preamplificatori idrofonici, trasmettitore e ricevitore a fasci preformati

### Tecnologia della testa acustica
A prodotto finito l'ogiva è ricoperta da resine speciali trasparenti al suono.
L'ogiva acustica supporta due basi idrofoniche ciascuna posizionata sulle circonferenze giacenti su piani ortogonali del supporto.
I trasduttori delle due basi; per il piano orizzontale e per quello verticale sono elementi singoli; la base orizzontale è estesa su tutto l'arco dell'ogiva mentre quella verticale ne occupa soltanto una porzione.
La ricezione della base orizzontale, per generare fasci preformati aventi i lobi con le stesse caratteristiche su tutte le direzioni, è limitata in un arco di circa {\displaystyle \pm 45}° rispetto all'asse longitudinale del vettore.
La ricezione della base verticale, date le geometrie nel campo, è limitata in un arco di circa {\displaystyle \pm 10}°
Con ciascuna base vengono generati fasci preformati indipendenti per ottenere i dati angolari, sul piano orizzontale e su quello verticale, necessari per l'autoguida del vettore verso il bersaglio.

### Geometria fasci preformati

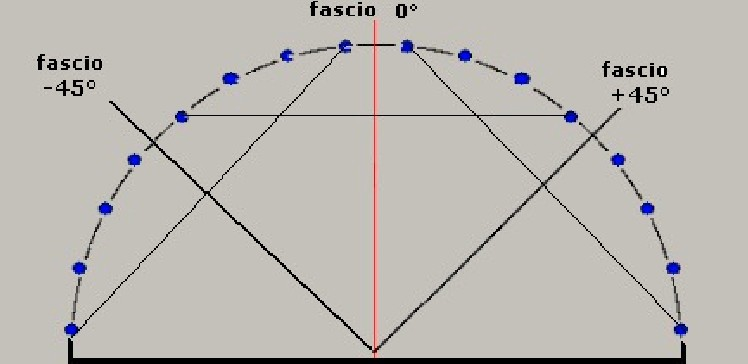
Geometria della base acustica orizzontale

La geometria della base orizzontale dell'ogiva evidenzia l'arco utile con il quale si compongono i fasci preformati un sonar a fasci preformati è un localizzatore subacqueo in grado di scoprire, simultaneamente, i bersagli che si trovino in un arco dell'orizzonte.
In questo modo tutti i fasci compresi tra {\displaystyle \pm 45}° rispetto all'asse longitudinale del vettore. hanno le stesse caratteristiche di guadagno e di sensibilità; date le dimensioni dell'ogiva tutte le lunghezze delle corde, accoglienti la proiezione degli idrofoni che formano un fascio, sono dell'ordine di {\displaystyle 35\ cm}.

### Condizioni di scoperta
Per il particolare modo d'impiego il sonar dell'ogiva deve consentire la portata di scoperta voluta di almeno {\displaystyle 1500\ m} fissate, di massima, le seguenti probabilità di rivelazione e falso allarme:
probabilità di rivelare il bersaglio a {\displaystyle 1500\ m\ :\ Priv=99\ \%}
probabilità che si verifichi un falso allarme alla distanza di {\displaystyle 1500\ m\ :\ Pfa=0.01\ \%}
Con tale premessa possiamo verificare come una serie di variabili acustiche, giustificate da ipotetiche condizioni operative, possano soddisfare l'assunto.

### Valutazione della portata
Si consideri una serie di probabili variabili acustiche nel funzionamento attivo:
variabili relative al mare
propagazione delle onde acustiche di tipo sferico, livello del rumore del vettore più il rumore del mare a forza ss=2 : {\displaystyle NL=57/dB/\mu Pa}
variabili relative al trasmettitore sonar
frequenza di emissione dell'impulso {\displaystyle fo=30000\ Hz} con un livello di pressione {\displaystyle SL=210\ dB/\mu Pa}, con una durata di {\displaystyle t=2.5\ ms} ed una forza del bersaglio {\displaystyle TS=15\ dB}
variabili relative al ricevitore
larghezza di banda {\displaystyle bw=1300\ Hz}, guadagno di direttività (orizz. + vert.) = {\displaystyle 23\ dB}
variabili probabilistiche
parametro (d) funzione di {\displaystyle Priv\ e\ Pfa:d=37} secondo le curve ROC dati {\displaystyle Priv=99\%\ e\ Pfa=0.01\%}
Con i dati elencati si segue la procedura di calcolo illustrata alla voce Portata sonar attivo.
Il risultato della computazione indica una portata di {\displaystyle 1700\ m}, di poco superiore a quella dichiarata per il vettore, che verifica le prestazioni dell'ogiva.